# Mijnbouw in China
In China is mijnbouw een belangrijke bron van inkomsten. Naast steenkool wordt er onder andere aardolie, aardgas, goud, uranium en andere metalen gewonnen.

## Steenkool

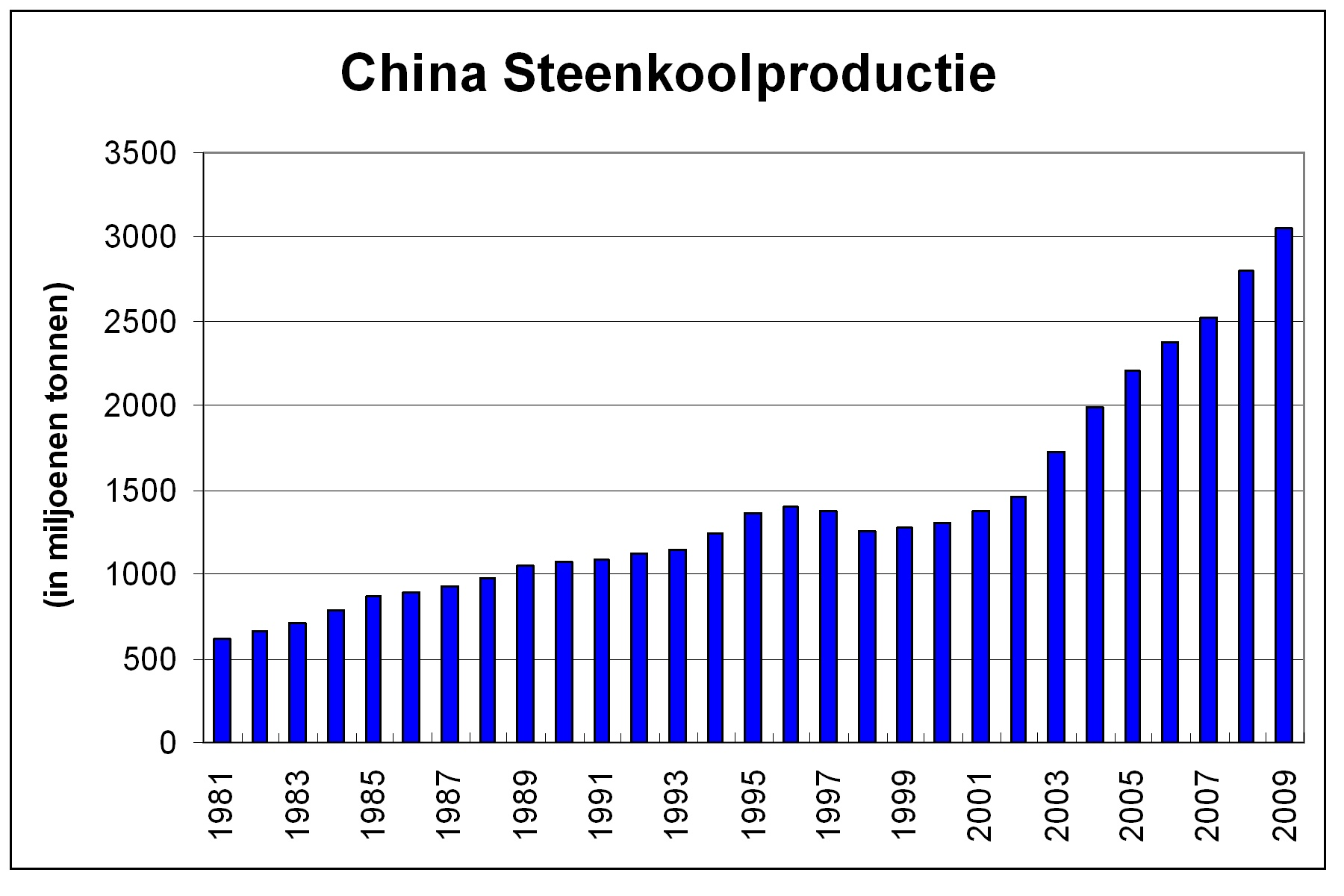
Steenkoolproductie in China in de jaren 1981-2009. Bron: BP Statistical Review of World Energy 2010

China is de grootste steenkoolproducent van de wereld. In 2017 werd 3,5 miljard ton steenkool gemijnd, een aandeel van 45% in de globale productie. Na het jaar 2000 heeft de productie een sterke stijging laten zien; voor dat jaar lag de productie op ruim 1,4 miljard ton. Vooral mijnen die gelieerd zijn aan de overheid, hebben aan deze enorme groei bijgedragen. In 2013 werd een piek in de productie bereikt op 4,0 miljard ton. De daling is mede een gevolg van actief overheidsingrijpen. In 2017 nam de capaciteit van de Chinese steenkoolmijnen af met 250 miljoen ton door kleine, oude en relatief gevaarlijke locaties te sluiten. In 2018 wordt een verdere vermindering van de capaciteit met 150 miljoen ton verwacht. Het totaal aan bewezen steenkoolreserves in China wordt geschat op 138,8 miljard ton of 13,4% van het wereldwijde totaal. China kan hiermee het huidige productietempo nog 39 jaar vasthouden. 
De meeste steenkool wordt gewonnen in ondergrondse mijnen, het aandeel van dagbouw ligt op ongeveer 20%. De belangrijkste provincies voor de steenkoolwinning zijn: Binnen-Mongolië, Shanxi en Shaanxi met een productieaandeel van 25%, 25% en 15% respectievelijk in 2017. De elektriciteitscentrales zijn de grootste afnemers, in 2017 werd 65% van alle elektriciteit opgewekt met steenkool als brandstof. In 2017 werd bijna 190 miljoen ton steenkool ingevoerd, vooral kolen voor de staalindustrie werd met bulkcarriers aangevoerd. Australië en Indonesië zijn belangrijke exporteurs naar China. China Shenhua is een van de grote beursgenoteerde steenkoolondernemingen.
De belangrijkste consumptiecentra van steenkool liggen aan de oostkust en in het zuiden van China. Het vervoer gaat veelal per spoor direct naar de afnemer of naar de zeehavens om vandaar per schip verder vervoerd te worden. De zeehaven Qinhuangdao is het belangrijkste steenkoolknooppunt. Voor het transport op korte afstanden worden ook veel vrachtwagens ingezet.
Twee oost-westspoorlijnen zijn van groot belang, namelijk de:
- Daqinlijn: deze verbindt de Chinese stad Datong in Shanxi met de zeehaven Qinhuangdao, een afstand van 653 kilometer. Deze lijn heeft een transportcapaciteit van ruim 300 miljoen ton steenkool op jaarbasis. Er bestaan plannen om de capaciteit uit te breiden tot 450 miljoen ton in 2013;
- Shenhuanglijn: deze ligt tussen Shenmu in Shaanxi en de havenstad Huanghua. Dit is de tweede belangrijke verbinding met een lengte van 853 kilometer. China Shenhua Energy is de eigenaar van de lijn[3]. De capaciteit was ongeveer 140 miljoen ton in 2009; ook hier bestaan plannen voor een verhoging tot 200 miljoen ton in 2014.

## Aardolie en aardgas

### Organisatie
In 1955 werd het Ministry of Petroleum Industry (MPI) opgericht en verantwoordelijk voor de ontwikkeling van een eigen Chinese olie-industrie. Het kreeg aanvankelijk technische hulp van de Sovjet-Unie en er werden snel successen geboekt. Eind jaren vijftig werd een zeer groot olieveld bij Daqing in het noordoosten van het land aangeboord. Begin jaren zestig staakte de Sovjet-Unie de samenwerking en China stond er alleen voor. Pas ruim tien jaar later verbeterden de internationale betrekkingen en buitenlandse technologie werd weer bereikbaar.
In 1982 werd China National Offshore Oil Corporation opgericht om voor de kust van China naar olie en gas te boren. In 1983 ging de ministeries van petroleum, chemie en textiel op in de China National Petrochemical Corporation (Sinopec). In 1988 werd het MPI opgeheven en alle taken en verantwoordelijkheden gingen over naar de China National Petroleum Corporation (CNPC). CNPC bleef vooral gericht op de olie- en gaswinning en bij Sinopec lag de nadruk op raffinage en de distributie van olieproducten. In 2003 domineerden deze twee de hele oliesector met een aandeel van 90% in de nationale olieproductie en van 75% voor de distributie van olieproducten. PetroChina werd losgeweekt uit CNPC kreeg een beursnotering in april 2000, Sinopec volgde zo’n zes maanden later en CNOOC kwam in februari 2001 op de beurs. Van deze drie zijn de aandelen in meerderheid nog steeds in staatshanden.

### Oliereserves en -productie
In 2017 beschikte China over oliereserves van 25,7 miljard vaten, dit is 1,5% van het wereldtotaal. De reserves zijn voldoende groot om het huidige productie nog 18 jaar te continueren. In 2017 werd per dag 3,85 miljoen vaten olie per dag geproduceerd. In 2007 lag dit nog op 3,7 miljoen vaten en de productie is tot en met 2015 gestaag toegenomen tot 4,3 miljoen, maar daarna is een daling ingezet. In het land zijn drie grote oliemaatschappijen actief. PetroChina en Sinopec zijn actief op het land terwijl CNOOC op zee actief is met het zoeken en produceren van olie en gas. PetroChina produceerde in 2017 zo'n 2,4 miljoen vaten olie per dag en CNOOC ongeveer 1,3 miljoen. Veel olie moet geïmporteerd worden want het olieverbruik, inclusief Hongkong, lag op 13,2 miljoen vaten per dag in 2017. De meeste olie wordt geïmporteerd uit het Midden-Oosten gevolgd door West-Afrika en Rusland. Het land heeft voldoende raffinagecapaciteit om volledig in de eigen behoefte te voorzien.
De oudste en belangrijkste offshore olievelden liggen in de Bohaizee. Verder heeft CNOOC veel reserves aangeboord in de Zuid-Chinese Zee direct ten oosten van het eiland Hainan. De olievelden voor de kust van China liggen in zeer ondiep water. In de Bohaizee liggen de velden in waterdiepten tot maximaal 30 meter en in de Zuid-Chinese Zee is de maximale waterdiepte zo’n 300 meter.

### Gasreserves en -productie
Met 2,8% van de globale aardgasreserves binnen de landsgrenzen is China relatief beter af in vergelijking tot de aardolie. De reserves werden in 2017 geschat op 5500 miljard m3. De productie is de afgelopen 10 jaar verdubbeld van 70 miljard m3 naar 149 miljard m3 in 2017. De reserves zijn voldoende groot om het huidige gasproductie nog 36 jaar te continueren.

## Zeldzame aardmetalen

Wereldwijde productie 1950-2000

Zeldzame aardmetalen is een verzamelnaam voor zeventien zware scheikundige elementen die in en op de aarde voortkomen. Aardmetalen komen maar op een paar plaatsen in winbare hoeveelheden voor, het grootste gedeelte van de bekende voorraden zijn te vinden in China. De bewerking van de aardmetalen uit de ertsen is kostbaar en is sterk milieuvervuilend. China is sinds de jaren negentig veruit de grootste producent. 
In 2017 produceerde het land 105.000 ton aardmetalen, een aandeel van 80% wereldwijd. Er zijn ook veel illegale activiteiten en het totaal kan weleens 50.000 ton hoger liggen. China is ook veruit de belangrijkste exporteur. Sinds 2008 voert de Chinese overheid een beleid om kleine mijnen te sluiten om uitputting van de reserves te vertragen en het milieu te sparen. In 2009 daalde de productie met 9% ten opzichte van het jaar ervoor. In juli 2010 werden de exportquota voor het tweede halfjaar 2010 verlaagd van 51.150 ton naar 30.500 ton. Dit heeft geleid tot forse prijsstijgingen; dysprosium was 40% duurder geworden in het derde kwartaal 2010. Na een besluit van de wereldhandelsorganisatie (WTO) in december 2014 betreffende de exportquota, heeft China in mei 2015 de exportquota opgeheven. De prijzen zijn hierna weer sterk gedaald. De vraag naar aardmetalen is relatief prijsinelastisch. Ze worden vooral gebruikt in technologisch hoogwaardige producten. Japan is de grootste importeur.
Vanwege de illegale activiteiten heeft de Chinese overheid in 2016 ingegrepen. De overheid heeft de hele productie bij zes grote bedrijven geconcentreerd waaronder Chinalco en Guangdong Province Rare Earth Industry Group. Hiermee kan het toezicht op de sector worden verbeterd en wordt beter gebruik gemaakt van de schaalvoordelen. Vanaf begin 2016 zijn 22 van de 23 mijnen ondergebracht bij de zes bedrijven en de laatste mijn werd gesloten. Van de 59 fabrieken voor de verwerking zijn er 57 geïntegreerd en de andere twee staakten de productie. De overheid wil ook de capaciteit van de fabrieken verlagen van 300.000 ton per jaar in 2015 naar 200.000 ton in 2020. In de gepresenteerde plannen zal de productie niet boven de 140.000 ton per jaar uitkomen en wil de overheid het aandeel van zeer zeldzame en daardoor dure aardmetalen verhogen van 25% in 2015 naar 50% in 2020.

## Gevaren van mijnbouw in China
Veel mijnen zijn gevaarlijk. De overheid probeert weliswaar mijnen te sluiten, maar door de cultuur van smeergeld en corruptie gaan deze vaak later weer open. De enorme vraag naar energie speelt hierbij een grote rol. Jaarlijks sterven volgens een artikel in Het Parool zo'n 20.000 kompels of mijnwerkers. Andere bronnen houden het op enkele duizenden doden per jaar.
Naast de door de overheid gecontroleerde mijnen, zijn er ook naar schatting 28.000 particuliere mijnen die nauwelijks te controleren zijn.
De inschatting over het aantal doden bij ongelukken loopt echter sterk uiteen. De Chinese staatstelevisie meldde bij de mijnramp in Shaanxi van 28 november slechts ongeveer 50 doden, terwijl de westerse media over 166 doden spraken.